# WordStar

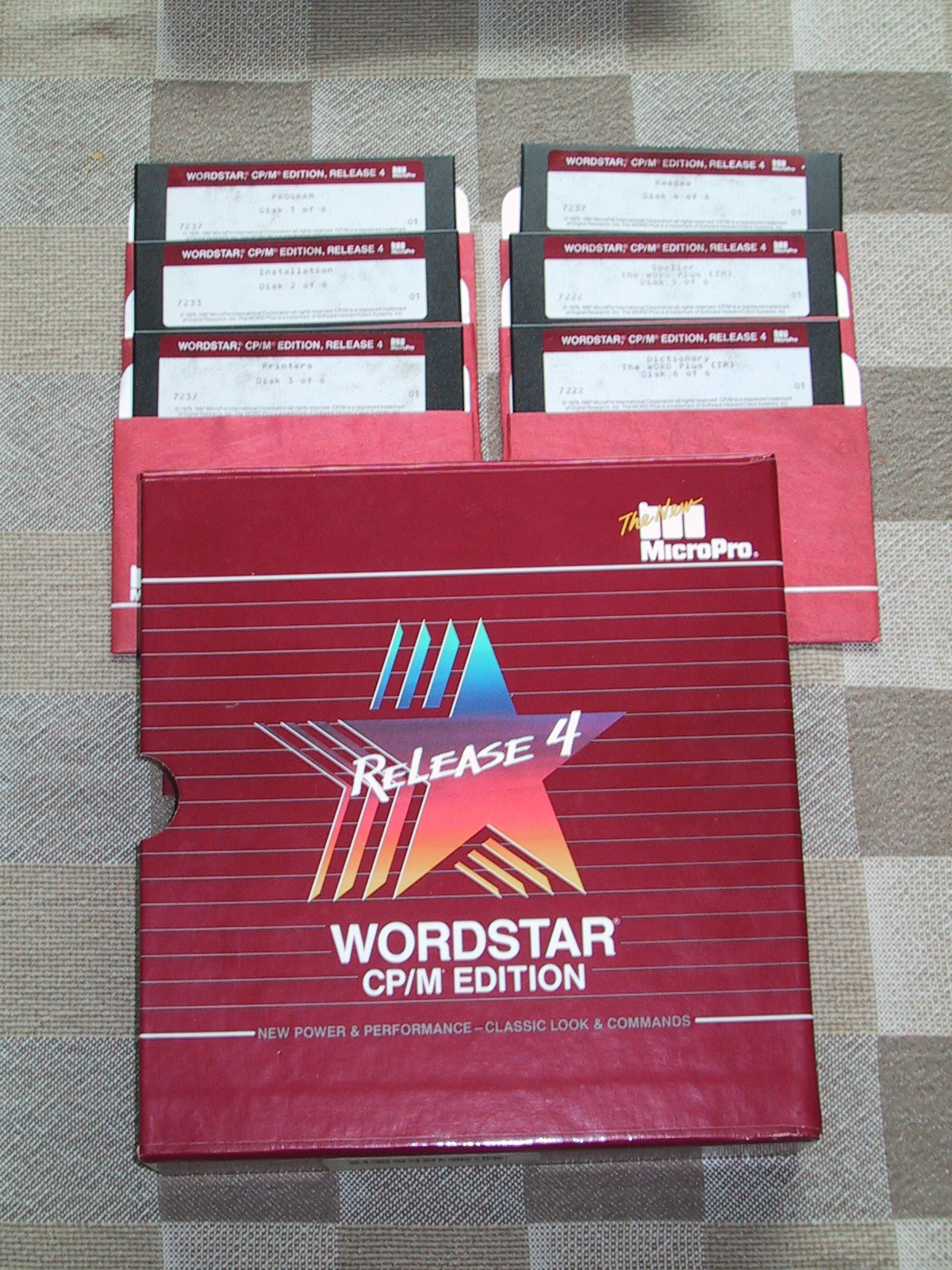
Installtionsdisketten (6× 5,25″-Disketten) für Wordstar 4.0 für CP/M

WordStar war eines der ersten Textverarbeitungsprogramme für Personal Computer. Die Version 1.0 war eine Weiterentwicklung des Programms WordMaster und wurde im September 1978 für das Betriebssystem CP/M veröffentlicht.
Es war sowohl als Einzelanwendung erhältlich oder im Paket als Office Suite mit CalcStar, MailMerge, DataStar und ReportStar.

## Funktionen
WordStar brachte viele neue Funktionen mit, so etwa das WordStar-Kreuz oder Steuerungsdiamant: die Tasten Strg+S, Strg+D, Strg+E und Strg+X bildeten ein Kreuz, mit dem der Cursor nach links, rechts, oben oder unten bewegt wurde – die Pfeiltasten gab es damals auf vielen Tastaturen noch nicht. Eine ganze Zeile wurde mit Strg+Y gelöscht. Viele dieser Tastenbefehle wurden von WordStar-kompatiblen Editoren übernommen, so zum Beispiel von dem Unix/Linux-Editor Joe, dem MS-DOS-Editor „EDIT“ oder den Programmieroberflächen für Turbo Pascal und QBasic.

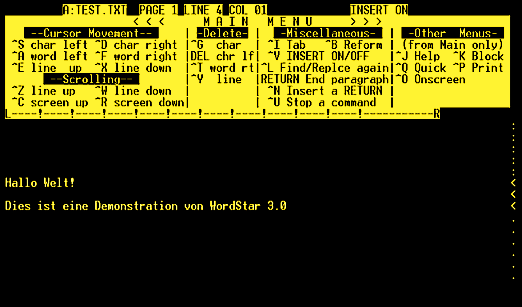
WordStar 3.0 mit großem Hilfe-Fenster

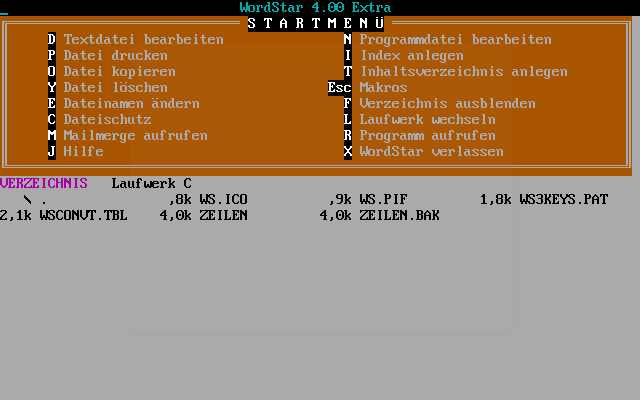
Wordstar 4.0

Man konnte die Hälfte des Bildschirms mit einem Hilfe-Fenster füllen, auf dem alle wichtigen Tastaturbefehle erklärt waren. Wenn man die Befehle kannte, konnte man das Hilfe-Fenster verkleinern oder ganz wegschalten, um mehr Platz für den eigenen Text zu haben. Bei Befehlen, die aus zwei Tasten bestanden (wie etwa Strg+O, L, 5 – linken Rand auf die 5. Spalte setzen) konnte, wenn man nach dem ersten Tastendruck ausreichend lange zögerte, automatisch das zu diesem ersten Tastendruck passende Hilfe-Fenster erscheinen.
Die Fähigkeiten von WordStar 3.0 (1982 erschienen) waren immens. Es gab variable Tabulatorstopps, man konnte die Zeilen automatisch mit Leerzeichen füllen lassen, um Blocksatz zu erhalten, und es gab „weiche“ Trennungsstriche, die nur dann gedruckt wurden, wenn sie tatsächlich am Zeilenende standen. WordStar war auch den Möglichkeiten von CP/M und der damaligen Bildschirme weit voraus. So konnte man auch Befehle geben, Zeichen kursiv oder fett zu drucken – diese wurden zwar am Bildschirm nicht kursiv bzw. fett dargestellt, sondern nur durch besondere Kennzeichen hervorgehoben, aber der Drucker druckte sie korrekt (eine Druckvorschau existierte spätestens seit der DOS-Version 5). Einige Bearbeitungsfunktionen, wie rechtsbündige Tabulatorstopps und manuelle Zeilenwechsel innerhalb eines Absatzes, fehlten allerdings in allen DOS-Versionen.

### Installation
Weil das Betriebssystem CP/M keine einheitliche Bildschirm- oder Druckerausgabe unterstützte, war es jeweils erforderlich, das Anwenderprogramm entsprechend anzupassen. WordStar stellte dazu an definierten Stellen des ausführbaren Programms speziell reservierte Code-Blöcke bereit, um mit Hilfe eines Debuggers Zeichenketten (z. B. Escape-Sequenzen) oder kleine Maschinenprogramme einfügen und so die Hardware-Anpassung flexibel vornehmen zu können. Dies war einer der Gründe für die damalige sehr große Verbreitung von WordStar.

### Druckersteuerung
Für die Druckersteuerung wurden eine Menge von Dot Commands eingeführt: eine Buchstabenkombination, die einem Punkt am Zeilenanfang folgte. Zum Beispiel bedeutete .CP 10, dass der Drucker ein neues Blatt beginnen sollte, falls weniger als 10 leere Zeilen bis zum regulären Blattende frei waren.

### Erweiterungen
WordStar wurde durch Zusatzpakete erweitert, so beispielsweise SpellStar für Rechtschreibkorrektur und MailMerge für Serienbriefe.

## Geschichte

### Vorgängerprodukte
Der ehemalige IMSAI-Marketingchef Seymour Rubinstein gründete 1976 die Firma MicroPro International Inc. Der Systemprogrammierer John Robbins Barnaby, welcher zuvor ebenfalls für IMSAI tätig war, entwickelte WordMaster für das Betriebssystem CP/M.

### Erste Version
WordStar wurde erstmals im April 1979 auf der West Coast Computer Faire in der Brooks Hall in San Francisco gezeigt.
Die Programmierer Rob Barnaby und Jim Fox hatten für dieses relativ umfangreiche Programm neue Techniken entwickelt, so zum Beispiel das Benutzen von Overlay (Programmierung), das heißt das Verarbeiten von Dateien, die größer sind als der Arbeitsspeicher des Computers – denn CP/M lief damals auf Prozessoren, die nur bis zu 64 kB RAM adressieren konnten, wodurch etwa zehn Schreibmaschinenseiten Text auf einmal in den Speicher passten.
Nachdem in den 1980er Jahren die Verbreitung von CP/M zunehmend abnahm, wurde WordStar auch auf DOS, das Betriebssystem des IBM PC und Kompatiblen, portiert, sowie um 1990 auch auf DOS-basiertes Windows.

### Einsatz in der DDR
Neben einer Zahl von an Robotron und andere Hardware angepasster Originalversionen wurde auch eine Textverarbeitung names TP auf dem CP/M-Derivat SCP benutzt, welche außer der Lokalisierung der Benutzeroberfläche von Englisch nach Deutsch, der Änderung der Dateiendung DOC auf TXT und einem Konfigurationsprogramm für Robotron-Drucker weitgehend identisch zu WordStar war.

### Ende der Entwicklung
Das 1987 erschienene WordStar 4 war die letzte größere kommerzielle Software für das CP/M-Betriebssystem. Ende der 1980er-Jahre wurde dann WordStar 7 für DOS entwickelt: mit Maus-Unterstützung, mit einer Makrosprache und später mit Zugriff auf die Zwischenablage von Windows 3.x. Jedoch konnte WordStar ab 1990 den Vorsprung von WordPerfect und später Microsoft Word nicht mehr aufholen. Außerdem wurden in dieser Zeit auch für weniger anspruchsvolle Textverarbeitungsaufgaben integrierte Programmpakete wie Microsoft Works und weitere Programme, die nach dem WYSIWYG-Prinzip arbeiten, immer populärer.

## Rezeption
1986 war WordStar weltweit auf über einer Million Computer im Einsatz.
Das Fachmagazin für Computerspiele Aktueller Software Markt bezeichnete WordStar 1986 als „Bestseller unter den Textverarbeitungsprogrammen“, der trotz zahlreicher Konkurrenten zum Maßstab der Textverarbeitung geworden sei. Durch eine „hervorragende Dokumentation“ und eine „bedienungsfreundliche“ Nutzerführung halte das Programm die Einarbeitungszeit kurz.
Mehrere Autoren verwenden das Programm WordStar bis heute, so der kanadische Science-Fiction-Autor Robert J. Sawyer und der Autor der Fantasy-Saga Das Lied von Eis und Feuer, George R. R. Martin. Auch der Autor William F. Buckley, Jr. war ein bekannter Befürworter von WordStar. Robert J. Sawyer veröffentlichte 2024 in seinem Blog Wordstar 7.0 neu inkl. DOS-Emulator. Er möchte damit gewährleisten, dass sein Nachlass erhalten bleibt.